# Monastère d'Ágios Geórgios Kryonerítis
 (octobre 2024).
Le monastère d'Ágios Geórgios Kryonerítis (grec moderne : Μοναστήρι Αγίου Γεωργίου Κρυονερίτη) est un monastère grec orthodoxe situé dans le quartier d'Ágii Anárgyri, dans la ville de Serrès, dans la périphérie de Macédoine-Centrale, en Grèce. Par ailleurs, il s'agit, également, d'un métochion du monastère Saint-Jean-Baptiste de Serrès,. Il doit son nom à une source d'eau froide (grec moderne : κρύο νερό), située à proximité.
La date de fondation du monastère serait antérieure à 1298, tandis que la première mention de son nom est faite en 1318, dans une bulle d'or de l'empereur byzantin Andronic II Paléologue. Le monastère, dans sa forme initiale, est entièrement détruit par les Ottomans en 1571, tandis que les travaux de sa reconstruction débutent en 1862, avec l'ajout d'un nouveau clocher en 1871, le plus ancien des clochers de la ville de Serrès.